# Razpotje, Idrija
Razpotje je naselje v Občini Idrija. Ustanovljeno je bilo leta 2006 iz dela ozemlja naselij Srednja Kanomlja in Spodnja Kanomlja.